# 格列米亞切 (羅馬尼夫區)
50°8′38″N 28°13′47″E / 50.14389°N 28.22972°E
格列米亞切（烏克蘭語：Грем'яче），是烏克蘭北部的村莊，隸屬日托米爾州的日托米爾區。該村始建於1894年，面積81.2平方公里，海拔高度231米，2001年人口261。